# Rhinolophus lepidus
Rhinolophus lepidus (Blyth, 1844) è un pipistrello della famiglia dei Rinolofidi diffuso in Asia sud-orientale, Asia meridionale, Asia centrale,

## Descrizione

### Dimensioni
Pipistrello di piccole dimensioni, con la lunghezza della testa e del corpo tra 35 e 54 mm, la lunghezza dell'avambraccio tra 39 e 43 mm, la lunghezza della coda tra 18 e 24 mm, la lunghezza del piede tra 5,5 e 10 mm, la lunghezza delle orecchie tra 14,5 e 20,6 mm e un peso fino a 8 g.

### Aspetto
Le parti dorsali variano dal bruno-grigiastro al fulvo o grigio chiaro con la base dei peli grigio-brunastra chiara mentre le parti ventrali sono marroni o grigio-brunastre. Nella sottospecie R.l.refulgens il colore è interamente marrone scuro oppure arancione brillante. Le orecchie sono relativamente corte. La foglia nasale presenta una lancetta appuntita e con i bordi concavi, un processo connettivo elevato ed appuntito, talvolta inclinato in avanti, una sella stretta, con l'estremità arrotondata e i bordi quasi paralleli. La porzione anteriore non copre interamente il muso. Il labbro inferiore ha tre solchi longitudinali. Le membrane alari sono corte, larghe e semi-trasparenti. La coda è lunga ed inclusa completamente nell'ampio uropatagio. Il primo premolare superiore è situato lungo la linea alveolare.

### Ecolocazione
Emette ultrasuoni ad alto ciclo di lavoro con impulsi di lunga durata a frequenza costante di 98–100 kHz nella popolazione Penisola malese e 97-106,3 kHz in quella dell'India meridionale
.

## Biologia

### Comportamento
Si rifugia all'interno di grotte, tunnel in disuso, vecchi edifici, rovine e vecchi templi.

### Alimentazione
Si nutre di insetti come lepidotteri, coleotteri, ditteri e imenotteri.

## Distribuzione e habitat
Questa specie è diffusa nel Subcontinente indiano dall'Afghanistan al Bangladesh e in Indocina e Sumatra.
Vive nelle foreste sia umide che secche fino a 2.330 metri di altitudine.

## Tassonomia
Sono state riconosciute 5 sottospecie:
- R.l.lepidus: India nord-orientale e centrale, Nepal, Bhutan, Bangladesh;
- R.l.cuneatus (Andersen, 1918): Sumatra centrale;
- R.l.feae (Andersen, 1907): Myanmar centrale e settentrionale, Thailandia nord-occidentale, centrale e peninsulare, Vietnam centrale, Cambogia meridionale;
- R.l.monticola (Andersen, 1905): Afghanistan centro-settentrionale e orientale, Pakistan settentrionale, India settentrionale;
- R.l.refulgens (Andersen, 1905): Penisola malese.

## Conservazione
La IUCN Red List, considerato il vasto areale, la popolazione presumibilmente numerosa e la presenza in diverse aree protette, classifica R.lepidus come specie a rischio minimo (Least Concern)).